# Punkaharju
Punkaharju (finès) (suec) és un municipi de Finlàndia que forma part de la regió de Savònia del Sud. Es tracta d'un lloc molt turístic per la proximitat amb el llac Saimaa.

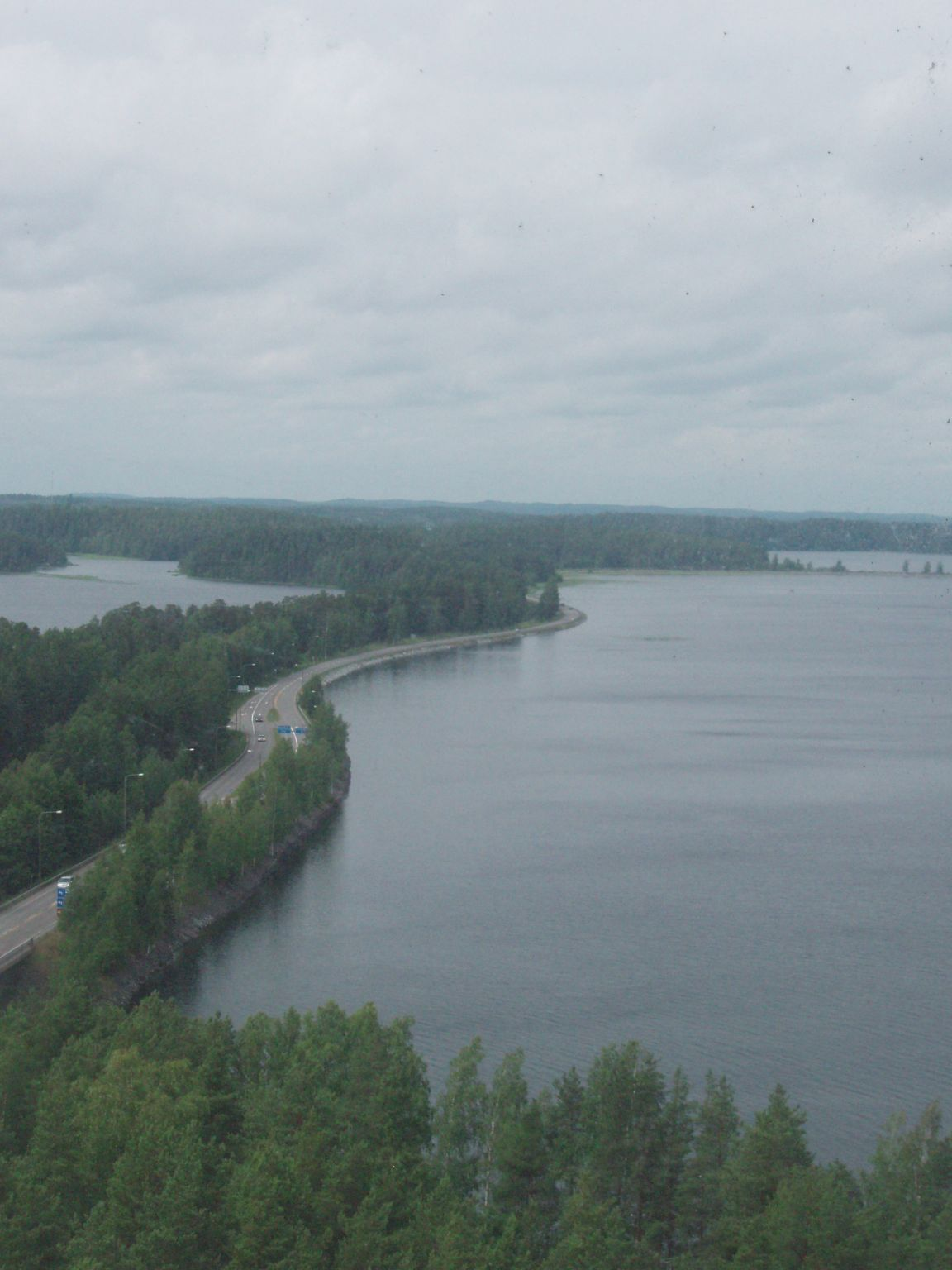
Vistes al voltant de Punkaharju